# Vestido rojo de Scarlett O'Hara
El vestido rojo de Scarlett O'Hara (en inglés: Scarlett O'Hara's red dress), también conocido como «vestido de la vergüenza» («shame dress»), es un traje que la actriz Vivien Leigh lució en la película Lo que el viento se llevó (1939).

## Historia

### Contexto
David O. Selznick, productor del filme junto con la Metro-Goldwyn-Mayer (MGM), pagó $50 000 por los derechos de la novela en la que se basa la película y, con el fin de generar una gran publicidad inmediata en torno a ella, comenzó una búsqueda a nivel nacional de la actriz que interpretaría el papel de Scarlett O'Hara, siendo este el primer casting masivo de la historia del cine. Este proceso, con una duración total de dos años y un coste superior a $100 000, llevó a la realización de una gira por todo Estados Unidos para entrevistar a más de 1400 mujeres anónimas y a alrededor de cien actrices consagradas, llegando 400 de ellas a realizar pruebas y siendo las favoritas, entre otras: Jean Arthur, Lucille Ball, Miriam Hopkins, Tallulah Bankhead, Bette Davis, Claudette Colbert, Joan Crawford, Loretta Young, Paulette Goddard, Joan Fontaine, Katharine Hepburn, Olivia de Havilland, Carole Lombard, Norma Shearer, Barbara Stanwyck y Margaret Sullavan. Finalmente, un total de diecinueve fueron seleccionadas para realizar pruebas de cámara: Louise Platt, Tallulah Bankhead, Linda Watkins, Adele Longmire, Haila Stoddard, Susan Hayward, Dorothy Mathews, Brenda Marshall, Anita Louise, Margaret Tallichet, Frances Dee, Nancy Coleman, Marcella Martin, Lana Turner, Diana Barrymore, Jean Arthur, Joan Bennett, Paulette Goddard y Vivien Leigh, siendo estas dos últimas las únicas que realizaron pruebas de cámara en color. La búsqueda de la actriz que interpretaría el papel de Scarlett recibió una cobertura mediática sin precedentes; algunas fuentes sin confirmar afirman que Leigh ya había sido contratada en febrero de 1938, hecho que se habría guardado en el más absoluto secreto con el fin de mantener el nivel de expectación, aunque de lo que sí hay constancia es de que se llevó a cabo una encuesta a 100 personas a las que se cuestionó sobre quién consideraban que debía interpretar a Scarlett, obteniendo Leigh tan solo un voto. Pese a no ser favorita, la actriz británica se alzaría con el triunfo en medio de una gran sorpresa tanto de crítica como de público, aunque diversas fuentes han constatado que Myron Selznick, hermano del productor y representante de Leigh, promovió a la actriz para que consiguiese el papel.: 405–406 

### Creación

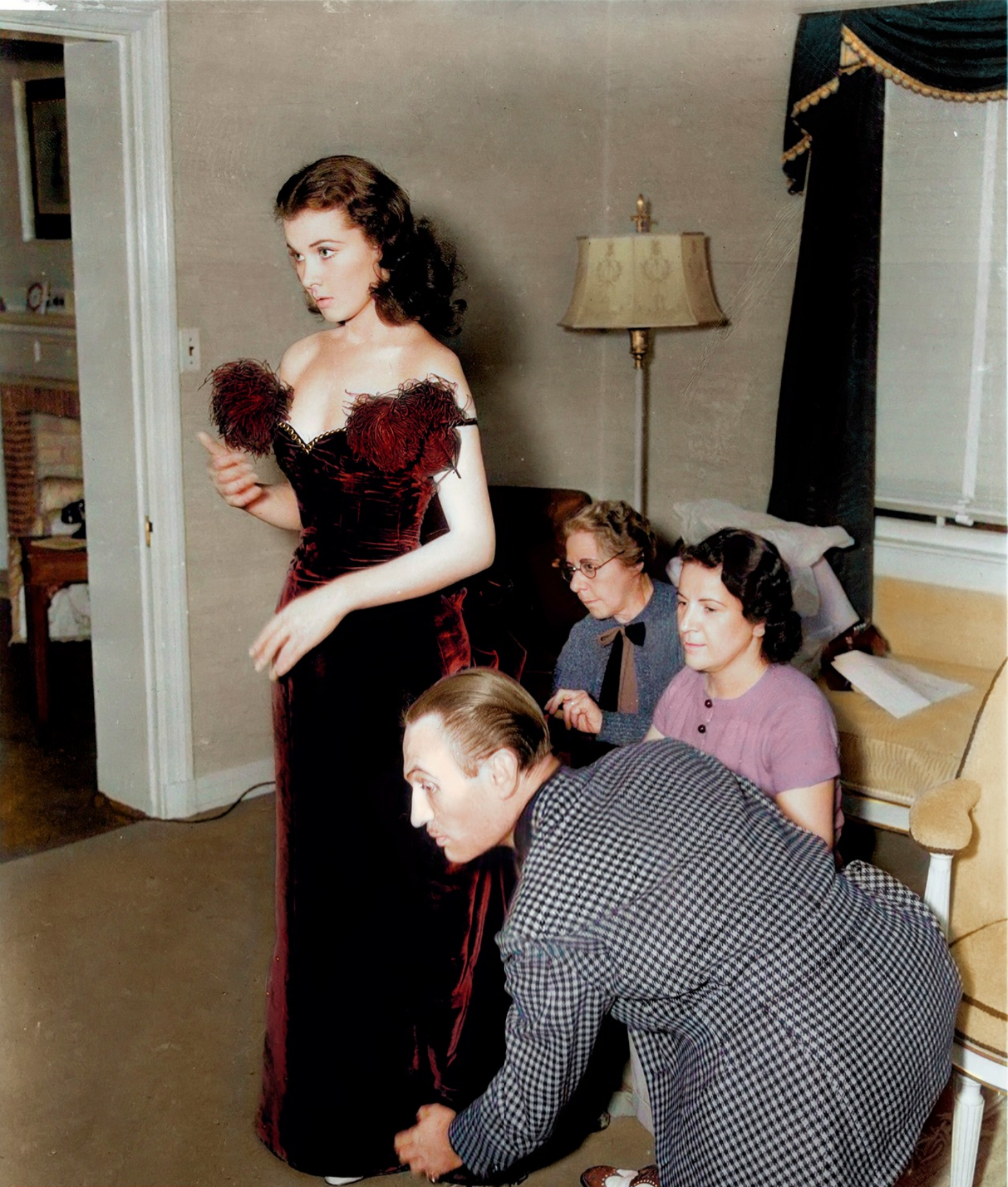
Vivien Leigh y Walter Plunkett junto con dos asistentes durante una prueba de vestuario en 1939.

El vestuario de la película corrió a cargo de Walter Plunkett; incorporado al proyecto en 1936, el diseñador se embarcó a modo de preparación durante cuatro meses en un viaje de investigación no remunerado por el sur de Estados Unidos (Atlanta, Savannah y Charleston), contando únicamente con un contrato sin exclusividad por el que se le pagarían $600 a la semana en los dos meses de preproducción y $750 por cada siete días de rodaje, además de una carta de presentación dirigida a Margaret Mitchell, autora del libro en el que se basa el filme, a quien visitó en su casa de Georgia. Gracias a Mitchell, Plunkett conoció el ingenio de las mujeres de aquella época, las cuales usaban piedras y cáscaras de nueces como botones y ramas de espino como broches para poder confeccionar la ropa durante el bloqueo al que la Unión sometió a los estados sureños durante la guerra de Secesión. En los museos de las Hijas de la Confederación de Savannah y Charleston, Plunkett obtuvo trozos de telas cortadas de los dobladillos de trajes auténticos, los cuales solían estar decorados con diminutos estampados, creando más de 5000 prendas para cincuenta personajes y un centenar de extras. En lo que respecta al vestuario del personaje de Scarlett, para quien elaboró treinta y cinco conjuntos, Plunkett empleó los tejidos y los colores con el fin de enfatizar y subrayar los acontecimientos más destacados de la vida de la protagonista, empleando organdí, tul, algodón y tonalidades luminosas para vestirla en sus años de juventud, y tejidos como seda y terciopelo oscuro a medida que madura y se enfrenta a situaciones dramáticas.

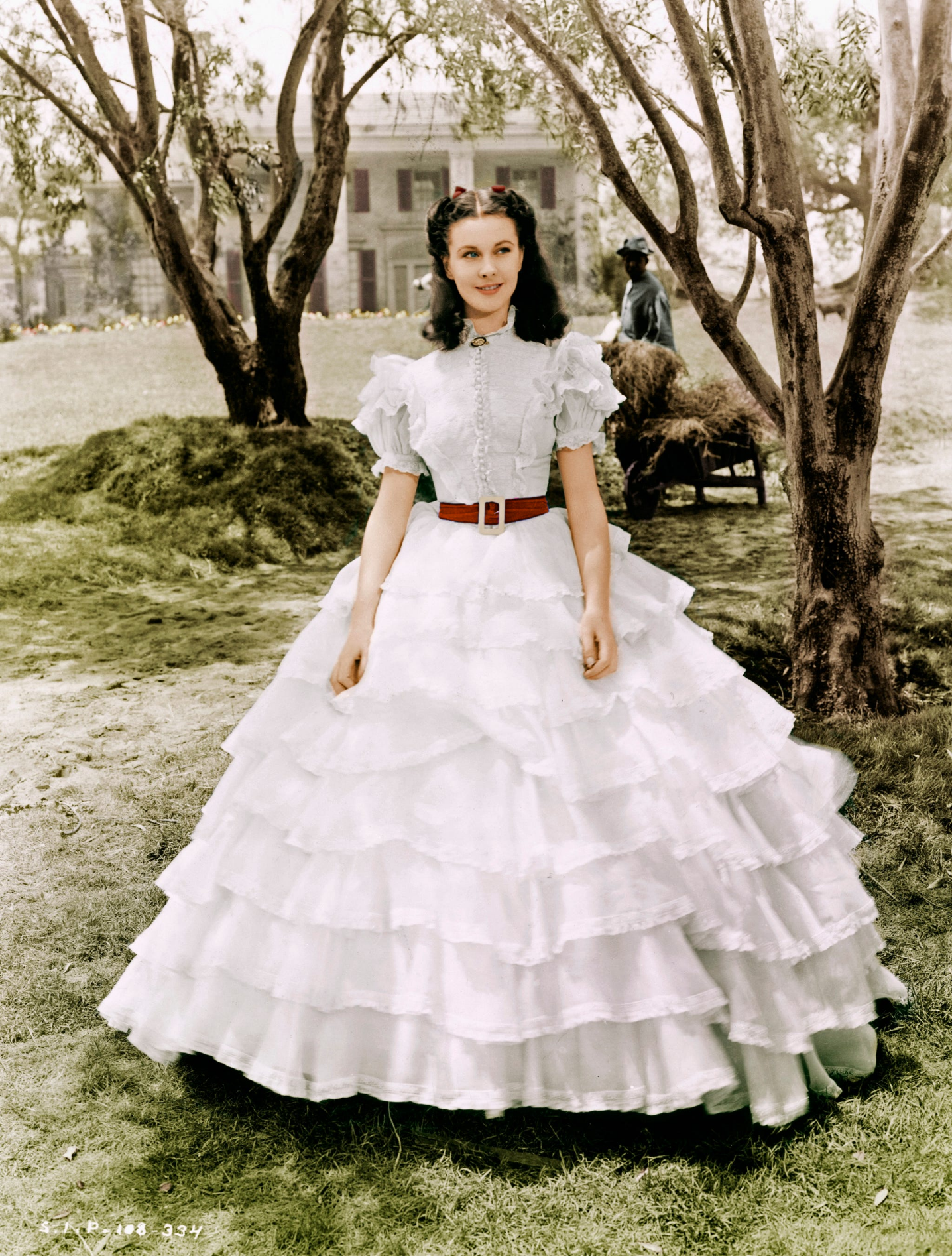
Vivien Leigh en Lo que el viento se llevó (1939). El atuendo de la imagen es una de las pocas excepciones a los códigos de color impuestos por Walter Plunkett.

A su vez, Plunkett tomó la decisión de incluir varios códigos de color para el personaje de Scarlett en función de las situaciones plasmadas. De esta forma, para las escenas de seducción el diseñador optó por el color verde, siendo ejemplo de ello el vestido escotado que Scarlett lleva a la barbacoa en Twelve Oaks, así como el traje elaborado con cortinas de terciopelo que la protagonista luce cuando acude a la cárcel a visitar a Rhett Butler. Para las escenas pasionales, violentas y de tensión, Plunkett escogió el rojo, siendo este el color del llamativo vestido que Rhett obliga a Scarlett a llevar a la fiesta de cumpleaños de Ashley Wilkes, el color de la bata de terciopelo que luce en la posterior discusión con su marido, y también el tono del traje que lleva puesto cuando su hermana Suellen descubre que Scarlett se ha casado con su prometido Frank Kennedy. Por último, para las escenas de peligro se decantó por el color azul, destacando el vestido que Scarlett lleva puesto cuando es asaltada en un puente camino del aserradero así como los trajes que lucen ella y su hija Bonnie cuando esta última cae del caballo. Los únicos vestidos que constituyen excepciones a estos códigos son el traje de novia, los atuendos de luto, el vestido rosa de la huida de Atlanta, el vestido blanco y rojo que lleva puesto cuando se despide de Ashley antes de que este regrese al frente, la bata verde que viste durante una discusión con Rhett, la bata naranja que luce cuando cae por las escaleras, y el traje blanco con volantes mostrado al inicio de la película.: 15 
El excesivo volumen de trabajo hizo imposible que Plunkett se ocupase por sí solo del guardarropa, contando por ende con la asistencia de varias ayudantes: «Tenía dos mujeres que me ayudaban, cortadoras y ajustadoras, cada una con su propio equipo de costureras, además de un equipo de modistas. Casi todo se hacía desde cero».: 39  Del mismo modo, el diseñador pintó más de 375 bocetos de vestuario con la ayuda de varios artistas:

Había tantos bocetos que hacer que teníamos alrededor de nueve o diez artistas trabajando, porque teníamos prisa. En la MGM, estuve diseñando muchas películas a la vez, no podía conseguir la tela, observar la elaboración de las prendas, supervisar las pruebas, y aún así hacer los bocetos, de modo que tuve la asistencia de otros. Solo el productor David O. Selznick tenía la aprobación del vestuario, y me pidió específicamente que no le mostrase ninguno de los bocetos a Vivien Leigh, ¡pero lo hice de todas formas! En otras películas, mostraba los bocetos a productores y directores, y ni siquiera los miraban. «Para eso es para lo que te contratamos», decían. No me di cuenta de que Selznick había hecho una solicitud para que otros diseñadores de vestuario enviaran bocetos para Lo que el viento se llevó, suponiendo que otro diseñador podría hacer un mejor trabajo que yo. Después de que cada diseñador de Hollywood hubiese enviado su trabajo, le confronté y le pregunté qué estaba pasando exactamente. Me dijo que nunca tuvo la intención de reemplazarme; solo quería que trabajase más duro y me aseguró que mi trabajo era espléndido. Le dije: «Muchas gracias».: 318 

Inicialmente, antes de la introducción de los códigos de color, tanto Plunkett como Selznick consideraron que el público querría ver los trajes tal y como Mitchell los describía en su libro.: 194  De acuerdo con Plunkett: «A Selznick no le interesaba la precisión. Investigué en el sur porque pensé que era necesario. Selznick estaba mucho más preocupado por ser fiel a Margaret Mitchell. Si él se oponía a un diseño, solo tenía que señalarle una de sus descripciones en la novela y quedaba satisfecho. La película no tuvo nada que ver con la historia».: 164–166  El vestido de la escena del cumpleaños de Ashley figura descrito de la siguiente forma:

Pero Rhett no la miró. Estaba en el tocador buscando rápidamente entre los vestidos. Rebuscó sacando su traje de seda verde jade, el que estaba escotado hasta el pecho, y la falda con todo el vuelo echado hacia atrás, con un enorme volante y en éste un gran ramo de rosas de terciopelo.
—Ponte esto —dijo, echándolo sobre la cama y acercándose a ella—. Nada de modesta paloma ni tonos discretos grises y lilas. Tienes que llevar tu bandera izada en el mástil; porque si no, intentarías engañarnos. Y mucho colorete. Estoy seguro de que la mujer que los fariseos sorprendieron en adulterio no estaba tan pálida.: 947 

Sin embargo, Plunkett cambiaría de opinión a la hora de diseñar el traje: «Mitchell había dicho que cuando Scarlett fue a la fiesta de Melanie, Rhett le pidió llevar su vestido verde claro. David había dicho: “No cambies nada de lo que Margaret Mitchell ha escrito. Debe ser así”. Yo dije: “Ha vestido de verde en casi todas las secuencias importantes. Esta escena requiere un vestido rojo y no uno verde”. Así que dijo: “Bien, no sin el permiso de Margaret Mitchell”. Así que tuvimos que llamar a Margaret, y dijo que no sabía que siempre había dicho que vestía de verde. Dijo: “Dios mío, por supuesto que el rojo estaría mejor que eso”».: 194  Finalmente, Selznick terminaría por coincidir con Plunkett en la idoneidad de variar el guardarropa de Scarlett tal y como consta en un memorando enviado el 13 de marzo de 1939 a Raymond Klune, director de producción:

La tercera parte de la película debería, solo por sus colores, dramatizar la diferencia entre Scarlett y el resto de la gente: Scarlett, con un vestuario extravagante y colorido, contrasta con la monotonía de los demás protagonistas y los extras. […] Esta película en particular nos da la oportunidad ocasionalmente, como en nuestras escenas iniciales y con el vestuario de Scarlett, de lanzar un toque violento de color al público para enfatizar un punto dramático.

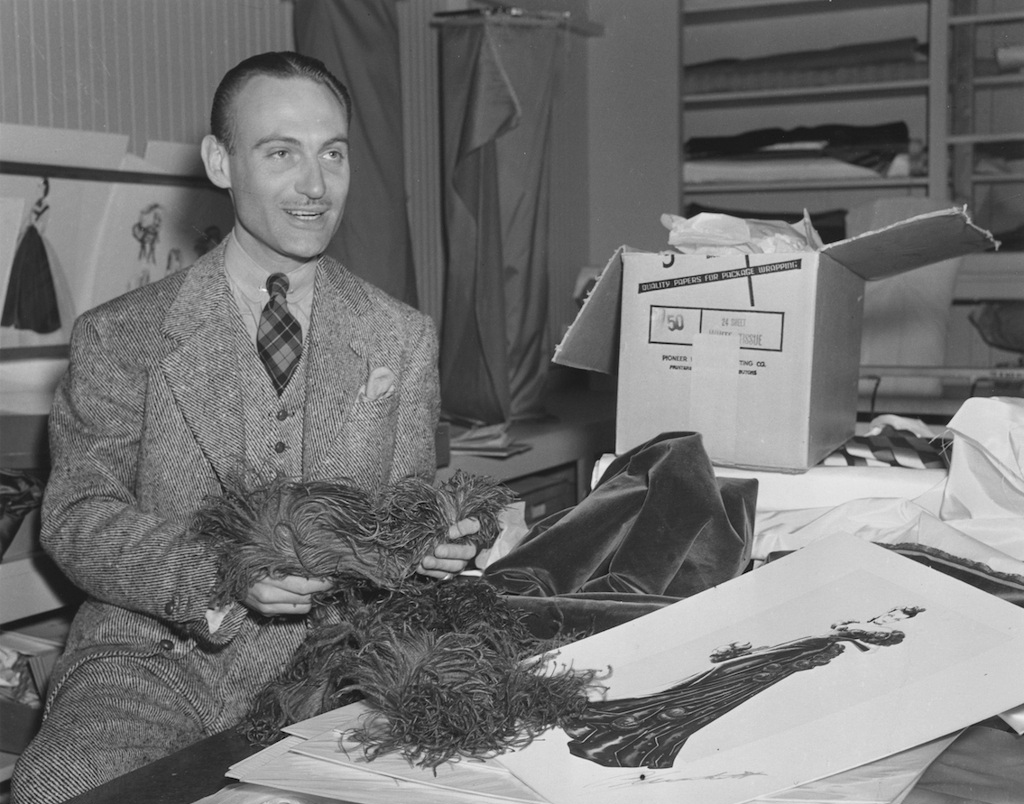
Walter Plunkett con el vestido rojo y uno de los bocetos en 1939.

Tanto Selznick como el director Victor Fleming estuvieron de acuerdo en que el vestuario de Scarlett debía contar con escotes pronunciados en la segunda mitad de la película, lo cual planteó sin embargo un problema ya que Leigh tenía un pecho pequeño el cual había pasado desapercibido tanto en la prueba de cámara como durante la fase de preproducción. Con el fin de solventar este inconveniente, el cual se hacía evidente en el vestido rojo al ser el traje más escotado de la película, Fleming, siguiendo órdenes de Selznick, pidió a Plunkett que vendase el busto de la actriz con cinta adhesiva no solo para subirlo sino también para juntar ambos senos, los cuales tendían a separarse,: 39  efectuándose esta maniobra el 26 de abril de 1939: 68–69  (Selznick llegó a decirle a Plunkett: «Por el amor de Dios, echemos un buen vistazo a las tetas de la chica»).: 75  Tal y como recordó el diseñador: «La querida Vivien aguantó pacientemente mientras le presionábamos los pechos y un ajustador le colocaba cinta adhesiva para mantenerlos en esa posición incómoda». Esta situación desencadenaría el enfado de Leigh, quien protestó ante una de las asistentes de Plunkett que la cinta le cortaba la circulación y que el vestuario en general le impedía respirar, alegando que tenía unos senos «perfectamente buenos»; la actriz llegaría a odiar a Fleming, quien únicamente seguía órdenes de Selznick, autor de numerosos memorandos en los que mencionaba frecuentemente la «situación del trabajo de senos» y el «experimento del pecho», aludiendo a su tamaño, forma y posición en los trajes.: 39–41  Plunkett se vio limitado a mayores por el Technicolor tal y como declaró Selznick: «Sé por hablar con Walter Plunkett que nadie se siente tan mal como él por las limitaciones que le han impuesto. Pero si vamos a escuchar completamente a los expertos en Technicolor, también podríamos eliminar por completo a los artistas que están en nuestros propios departamentos de decorado y vestuario y dejar que la compañía Technicolor diseñe la película para nosotros».: 166  A esto se sumó la problemática del coste, pues el presupuesto original del guardarropa era de $80 000, cifra que terminaría aumentando a $157 000 para el final del rodaje, costando las labores de lavandería más de $10 000 debido a que las prendas necesitaban ser limpiadas a diario;: 10  Selznick se encargó de dar gran publicidad al vestuario del filme asegurando que era el más caro jamás creado para una película, lo que perjudicaría seriamente a Plunkett:: 194–195 

Pensó que le convendría decir que la ropa de Lo que el viento se llevó fue la más cara hecha para una película, y Plunkett era el diseñador más caro y extravagante. Cuando terminamos la película, salí a buscar trabajo, y nadie quería tocarme. Después de bastante tiempo, Joan Blondell tenía próximamente una película y tenía el control de a quién se contrataba, así que preguntó por mí. No le importaba cuán caro fuese (lo cual no era cierto de todos modos), Selznick me había recortado el sueldo.: 194–195 

### Deterioro

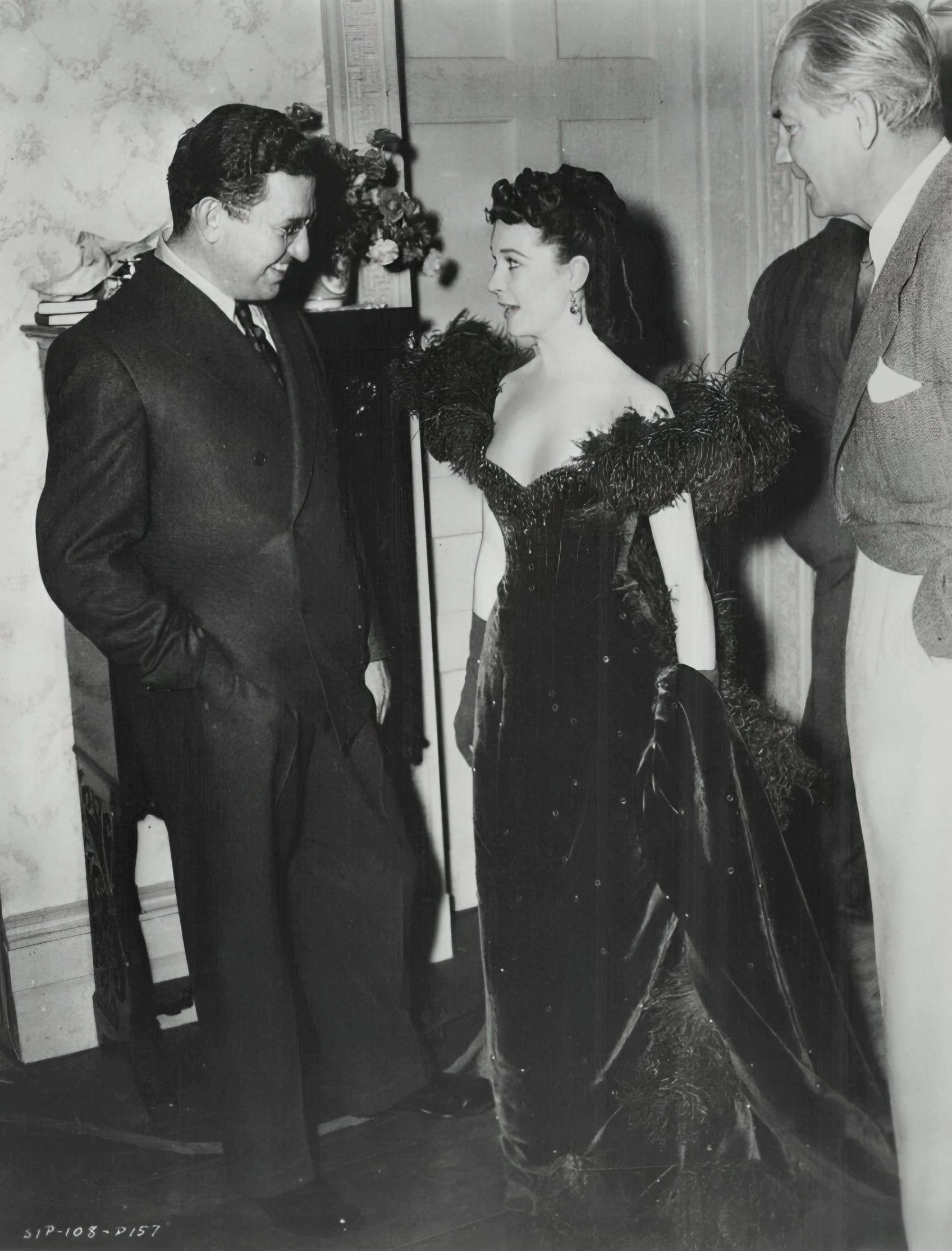
David O. Selznick, Vivien Leigh y Victor Fleming en Lo que el viento se llevó (1939).

El vestuario del filme sufrió un notable deterioro como consecuencia de las numerosas exposiciones de las que fue objeto. Con el fin de promover la película, la MGM decidió que los trajes participasen en una gira por diferentes teatros a nivel nacional e internacional. Los vestidos fueron enviados en primer lugar de Culver City, sede de la MGM, a Atlanta, donde el vestuario fue guardado bajo llave en habitaciones de hotel, viajando posteriormente a Nueva York; Selznick International Productions, Inc. (SIP) fungió como responsable durante el primer traslado, corriendo esta responsabilidad por cuenta de la propia MGM en los viajes posteriores. Selznick, quien deseaba que alguien designado tanto por SIP como por MGM se encargase del cuidado de los atuendos, mostró su preocupación por la falta de organización de estas exhibiciones en un comunicado el 15 de noviembre de 1939 a Howard Dietz, director de publicidad de los estudios: «El mantenimiento, la gestión y el cuidado del material deben organizarse de tal manera que no se dañe en su primer uso, que pueda usarse decenas y decenas de veces y que nos sea devuelto en buen estado». Klune transmitió el 21 de noviembre la preocupación de Selznick a Katherine Brown, representante de los estudios en la Costa Este, recordando desastrosas experiencias pasadas en las que varias prendas prestadas fueron devueltas como «una bolsa de trapos» tras una sola exhibición. Ese mismo día Brown recibió un comunicado de Selznick en el cual el productor le pedía que los trajes fuesen usados «con moderación y por separado, dividiéndolos para que cada ciudad tenga unos pocos para fines de explotación», radicando parte de esta solicitud en motivos económicos. De acuerdo con las leyes entonces vigentes en California, cada prenda debía ser limpiada en seco antes de su regreso a los estudios tal y como figura en un acuerdo con la Atlanta Junior League con motivo del préstamo del guardarropa para las festividades por el estreno de la película, constando en dicho acuerdo que se debían pagar «$5,00 por cada vestido por la limpieza que exige la Ley del Estado de California» (el 12 de febrero de 1940, en un telegrama a Selznick, Brown dejó patente que «la limpieza constante es la cosa más dañina para los trajes»). El poco cuidado con el que la ropa fue tratada, los traslados y las sucesivas limpiezas terminarían por causar estragos en las telas, circunstancia agravada por el hecho de que los atuendos fueron empacados en baúles y cajones probablemente de madera, material que desprende gases los cuales causan manchas y decoloración, aparte de que las prendas pudieron haber sufrido alguna que otra deformación como resultado de haber sido colgadas o dobladas. De acuerdo con la correspondencia conservada, los vestidos se enviaron en primer lugar a Atlanta, donde fueron expuestos junto con varias joyas de la época de la guerra en una sala adyacente a un salón de baile custodiada por guardias armados, tras lo cual serían enviados a Nueva York y de allí conducidos a Los Ángeles para los respectivos estrenos, participando posteriormente en una gira por todo el país y decidiéndose en febrero de 1940 que todas las prendas fuesen enviadas de regreso a Culver City puesto que los ingresos generados en su exhibición no compensaban los costes según un comunicado de Brown fechado el 12 de ese mes. Finalmente, tras una gira nacional e internacional de año y medio, en agosto de 1941 el vestuario fue devuelto a SIP, pasando varios atuendos (entre ellos el vestido rojo) a formar parte de la colección privada de Selznick.: 13–16, 70 : 53 

### Restauración

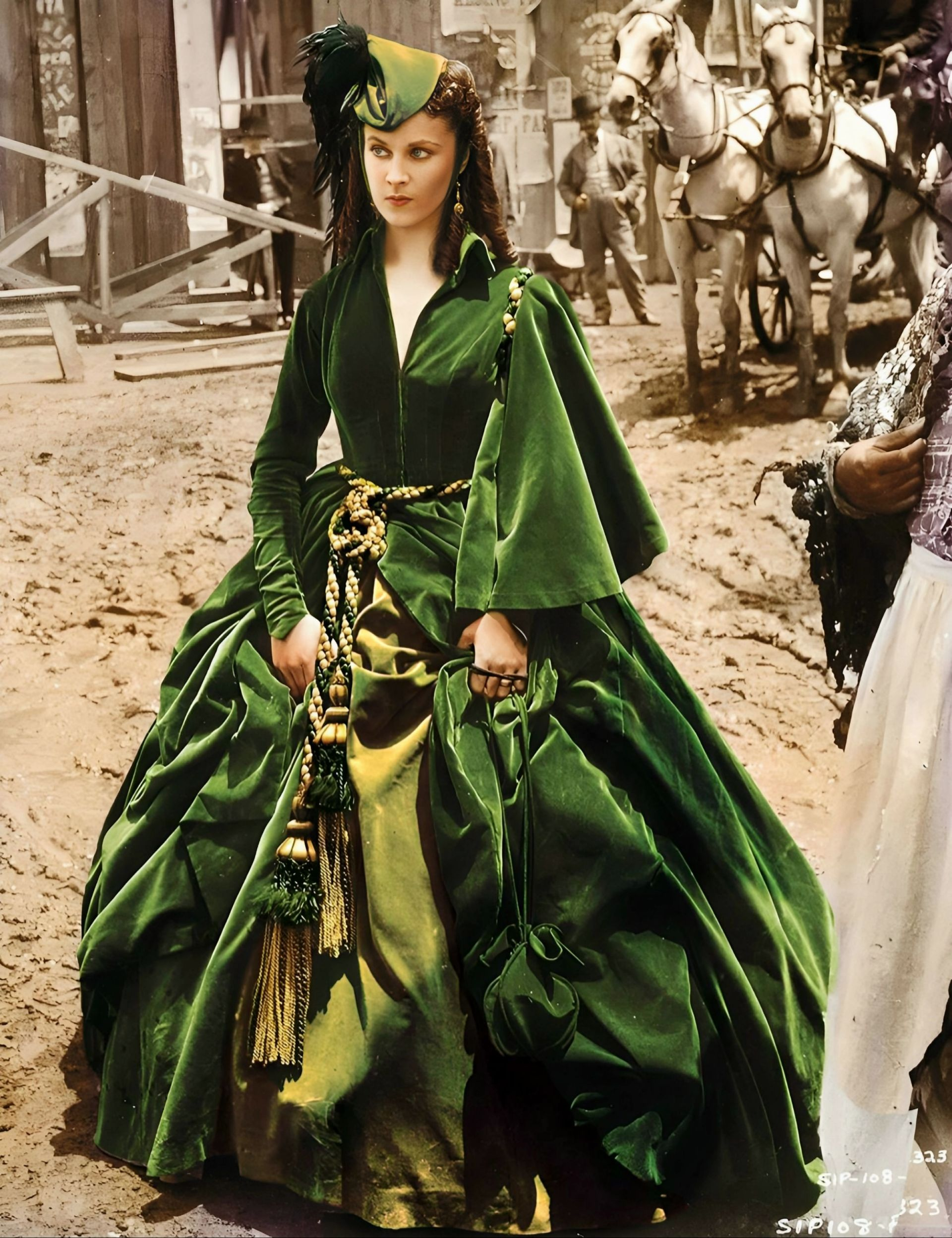
Vivien Leigh en Lo que el viento se llevó (1939). El atuendo de la imagen, conocido como vestido cortina, fue restaurado junto con el vestido rojo.

A diferencia de otras prendas icónicas del cine, como el vestido de Glinda, el vestido Letty Lynton y el vestido Cheek to Cheek (presumiblemente perdidos), el vestido rojo de Lo que el viento se llevó se ha conservado gracias a Selznick, quien durante décadas lo guardó junto con otros atuendos del filme en su colección privada, compuesta por 5000 cajas, entre las cuales se guardaban ropa, películas, papeles y pinturas entre otros artículos. En 1980, debido al incremento de los gastos ocasionados por el almacenaje, los hijos del productor tomaron la decisión de donar la colección al Harry Ransom Center, de la Universidad de Texas, institución que requirió de dos años para poder catalogar todas las piezas. En 2010 se hizo público que se procedería a restaurar los vestidos (cinco en total) con el fin de poder exhibirlos en 2014 con motivo del 75.º aniversario del estreno del filme (antes de su reparación los trajes, deteriorados por la presencia de agujeros, desgarros, áreas deshilachadas y costuras sueltas, fueron almacenados en condiciones controladas de humedad y envueltos en papel libre de ácido). En agosto de 2010, el Harry Ransom Center anunció que se necesitaban $30 000 para proceder a la reparación de los vestidos, los cuales, dada su antigüedad, corrían el riesgo de desaparecer; según declaraciones de Jill Morena, asistente de la institución:

Hay zonas donde la tela se ha desgastado, costuras frágiles y otros problemas. Estos vestidos han estado sometidos a mucha tensión.

El Ransom Center recibió el vestuario (incluyendo el vestido de cortina verde de O'Hara, el vestido de terciopelo verde, el vestido de gala borgoña, el camisón de terciopelo azul y su vestido de novia) a mediados de la década de 1980 como parte de la colección del productor de Lo que el viento se llevó, David O. Selznick. Para entonces, ya habían pasado décadas en exhibiciones itinerantes en teatros y habían estado en préstamo en el Museo Metropolitano de Arte de Nueva York.

El vestuario cinematográfico no está hecho para durar. Solo está hecho para durar todo el rodaje. No lo encontraréis tan terminado como si lo compraseis en una tienda.

La institución logró recaudar en apenas tres semanas el dinero necesario gracias a las donaciones de más de 600 particulares de Estados Unidos y otros trece países, anunciando el curador Steve Wilson que «estas generosas donaciones confirman que a los innumerables fanes de la película realmente les importan. […] Las donaciones permitirán al Ransom Center restaurar los vestidos y adquirir fundas protectoras y maniquíes a medida para exhibirlos de acuerdo con las mejores prácticas y estándares de conservación». Una vez obtenido el dinero, Nicole Villarreal, ingeniera en diseño textil y moda, analizó por alrededor de siete meses los tejidos al microscopio y elaboró informes detallados sobre las costuras, los colores, las telas y las reparaciones a las que cada prenda fue sometida, contando para ello con la ayuda de Cara Varnell, Maggie Houdmann, Xiaowen Guo y Jinjiang Yan.: v  Las labores de restauración comenzaron en julio de 2011 y se extendieron hasta la primavera de 2012, siendo el vestido usado por Scarlett en la secuencia en la que visita a Rhett en la cárcel (conocido como vestido cortina), el vestido rojo y la bata verde que Scarlett luce durante una discusión con Rhett los únicos atuendos en ser reparados; para su conservación se invirtieron 180 horas destinadas a reforzar minuciosamente las áreas debilitadas y a corregir restauraciones anteriores, existiendo el problema de que al ser prendas adaptadas a la moda de la década de 1930, algunas de las técnicas empleadas en su confección eran únicas. El vestido rojo cuenta con un polisón con cola el cual se halla cosido y fruncido; esta parte del atuendo, debido a numerosas exhibiciones antes de su donación al Harry Ransom Center, fue sometida a repetidas intervenciones las cuales consistieron en la retirada de puntadas antiguas y la inclusión de puntadas nuevas, lo que dejó esta área plagada de agujeros que deterioraron el tejido al punto de que la zona de la cintura donde se sujetaba el polisón ya no era capaz de soportar el peso de la tela.

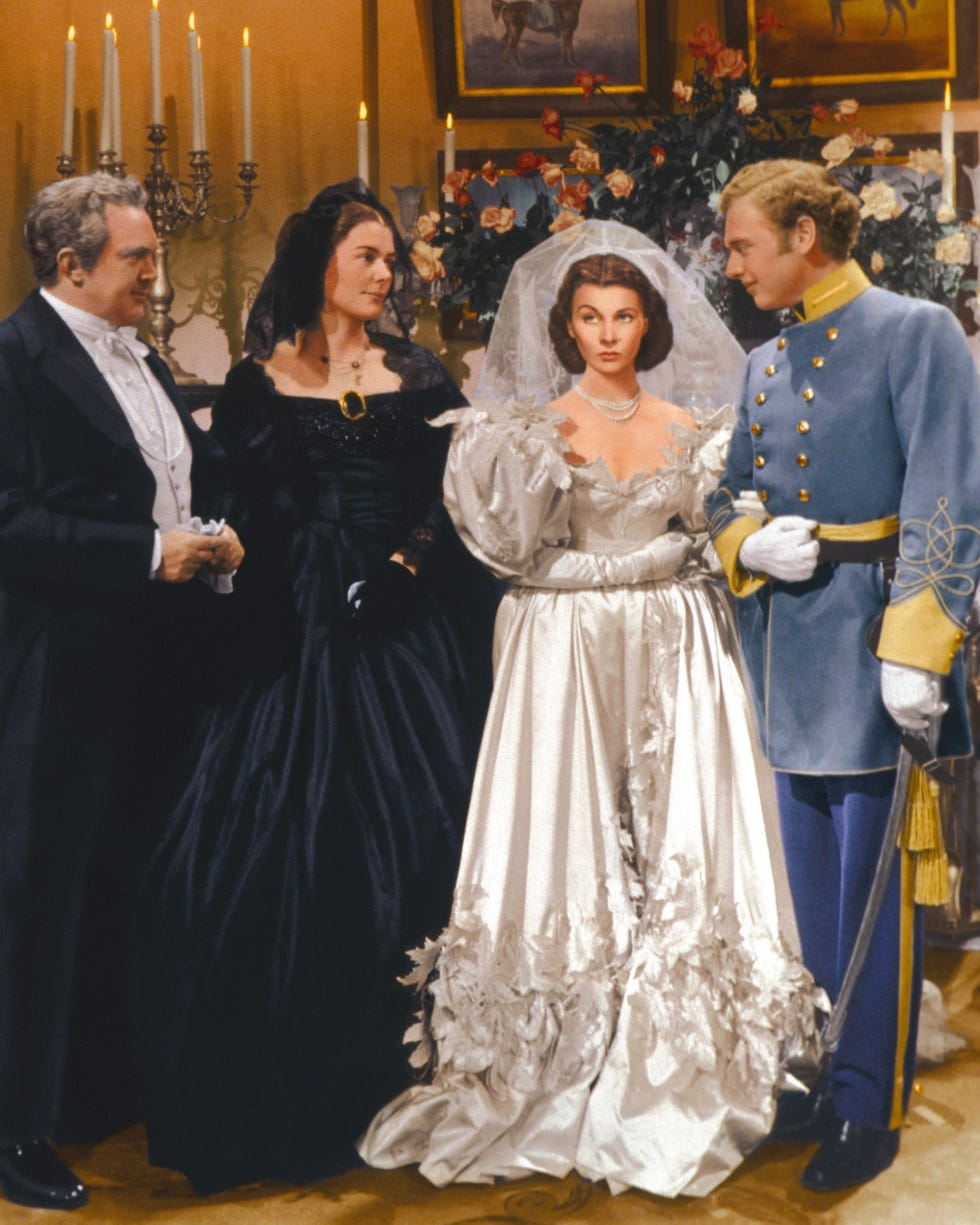
Thomas Mitchell, Barbara O'Neil, Vivien Leigh y Rand Brooks en Lo que el viento se llevó (1939). El traje de novia es uno de los cinco vestidos de la película conservados en el Harry Ransom Center.

Con el fin de estabilizar el traje, los conservadores tuvieron que averiguar cuáles eran la forma y los fruncidos auténticos del polisón para después retirar el menor número de puntadas posible y de esta forma devolver la prenda a su estado original. Las áreas perforadas y en débiles condiciones fueron reforzadas mediante el añadido de tisú japonés además del empleo de otras técnicas de restauración, gracias a lo cual se logró una estabilización con una mínima intervención y la recuperación del diseño original de Plunkett. En lo tocante a las plumas de avestruz que decoran el atuendo, estas supusieron un problema aún mayor, pues en una fecha indeterminada, tal y como constató Varnell, se añadieron plumas nuevas, si bien las mismas no fueron cosidas a la prenda como las auténticas, careciendo a su vez de la curvatura de estas. Algunas plumas se desprendieron mientras que la tela se estiró, dando la sensación de que faltaban más plumas de las que en realidad se habían perdido, lo que aunado a que las plumas añadidas como reemplazo no tenían ni la forma ni la tonalidad correctas, daba al traje la impresión de tratarse de un vestido salido de un cabaret del Viejo Oeste; finalmente se procedió a retirar todas las plumas para diferenciar las auténticas de las añadidas mediante un análisis del color, la textura y la curvatura. Del mismo modo, se retiraron también unos pesos fijados al dobladillo de la cola que estaban desgarrando la tela (el añadido de pesos es muy común para evitar que las faldas se levanten con el viento y también para que las colas se mantengan en su sitio). Este inconveniente fue advertido al comprobarse que el dobladillo estaba roto; mediante el empleo de una máquina de ultrasonidos, así como de pinzas y tijeras, se extrajeron varias pesas de plomo para evitar que la tela se rasgase por completo, siendo estas pesas numeradas para indicar su posición original y guardadas en fundas especiales en el archivo de la institución. En general, los trajes se habían deshilachado con el paso del tiempo debido a que fueron confeccionados con gruesas telas de reducida durabilidad, debiendo repararse tanto costuras como cinturas caídas; según declaraciones de Morena: «Todas esas áreas habrían empeorado. Todas las partes vulnerables han sido estabilizadas. Ha sido un éxito. No hubiéramos sido capaces de exhibirlos sin este esfuerzo». El vestido rojo, al igual que el vestido cortina, fue reparado a tiempo para la exposición Hollywood Costume, celebrada entre el 20 de octubre de 2012 y el 27 de enero de 2013 en el Victoria and Albert Museum de Londres, siendo esta la primera vez que los atuendos eran exhibidos en treinta años, figurando posteriormente en la exposición The Making of Gone With The Wind, celebrada del 9 de septiembre de 2014 al 4 de enero de 2015 en el Harry Ransom Center.

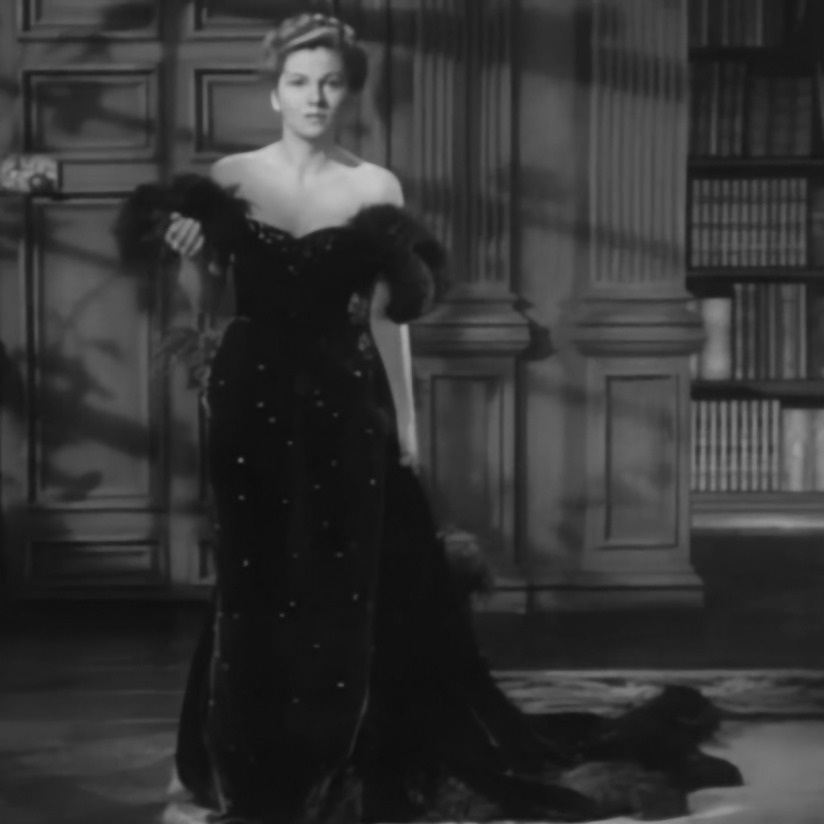
Joan Fontaine en una prueba de vestuario para Rebecca en 1939.

El hecho de que Selznick guardase el vestido en su colección privada pudo evitar que corriese con la misma suerte que otros trajes icónicos del cine, pues se podría haber reutilizado para otros filmes y haberse desgastado con el uso, lo que podría haber llevado a que el atuendo fuese tirado a la basura sin saberse siquiera en qué películas había aparecido (varios trajes del filme serían reciclados para otras películas, tras lo cual serían tirados a la basura o vendidos en la subasta de la MGM en 1970), aunque cabe destacar que el traje fue reciclado en al menos una ocasión ya que en 1939 Joan Fontaine lo vistió durante una prueba de vestuario para Rebecca (1940), prueba que al ser filmada en blanco y negro daba al atuendo una apariencia similar al vestido de Madame X (1883-1885), cuadro de John Singer Sargent; tras estudiarse varias prendas (entre ellas el traje de novia de Scarlett), se terminaría usando el atuendo de chifón de Greta Garbo en Camille (1936). También un deficiente almacenaje podría haber deteriorado la tela, pues las perchas de madera, conocidas por su alto contenido en ácido, solían provocar que los vestidos se desgarrasen en la zona de los hombros, mientras que por otro lado, el atuendo pudo haber corrido el riesgo de ser robado; durante muchos años los estudios no tuvieron ningún tipo de cuidado con los trajes, accesorios, guiones y demás elementos vinculados a las películas que producían, sin ser conscientes del alto valor que acabarían teniendo en el futuro (a menudo los empleados se llevaban estos objetos como recuerdo sin permiso, sabedores de que a los directivos no les importaba esta sustracción de material). Otra posibilidad que Selznick pudo haber evitado fue que el vestido se modificase para su uso en otros filmes, lo que habría provocado la pérdida parcial del traje a la par que una considerable reducción de valor a nivel artístico e histórico. La modificación de prendas en la industria del cine para su reciclaje ya era habitual entonces, destacando el caso de tres vestidos facturados por Gilbert Adrian: el traje de Camille, completamente modificado para Rebecca (elección que salvó al vestido rojo de ser alterado); el vestido de Glinda, originalmente lucido por Jeanette MacDonald en San Francisco (1936) y severamente modificado para Billie Burke en El mago de Oz (1939); y otro traje de MacDonald de la misma película, levemente alterado para Gracie Allen en Honolulu (1939).

## Descripción

### Diseño
De acuerdo con la descripción proporcionada por el Harry Ransom Center:

Este vestido sin mangas de terciopelo de seda está adornado con abalorios de vidrio en forma de lágrima y abalorios redondos rojos facetados en el escote, y una profusión de plumas de avestruz alrededor de los hombros. La elección de Rhett de un ostentoso vestido de un impúdico color rojo borgoña busca humillar a Scarlett.

Realizado en terciopelo rojo de seda y tafetán, posee un pronunciado escote corazón decorado con abalorios del mismo color y cristales en forma de lágrima sobre montura de metal, contando en los hombros con plumas de avestruz. La falda es estrecha con un ligero vuelo en la zona inferior, contando con un polisón y una larga cola que, al igual que el escote, se adorna con abalorios, cristales y plumas de avestruz. Como complementos, el atuendo se acompañaba de unos guantes largos a juego, un chal de tul, un brazalete y unos pendientes. Debido a que la escena del cumpleaños de Ashley tiene lugar varios años después del fin de la guerra, el traje se ajusta a la estética propia de la década de 1870, época en que el popular miriñaque de los años 1850 y 1860 fue reemplazado por el polisón, el cual caería en desuso a finales del siglo xix. Sin embargo, y pese al exhaustivo estudio llevado a cabo por Plunkett, el atuendo resulta anacrónico ya que la silueta constituye una reminiscencia de la moda de los años 1890, mientras que la disposición del tul y las plumas responde a un estilo popularizado en la década de 1930 por Mae West, guardando el vestido grandes similitudes con un traje lucido por la actriz en I'm No Angel (1933).

### Análisis

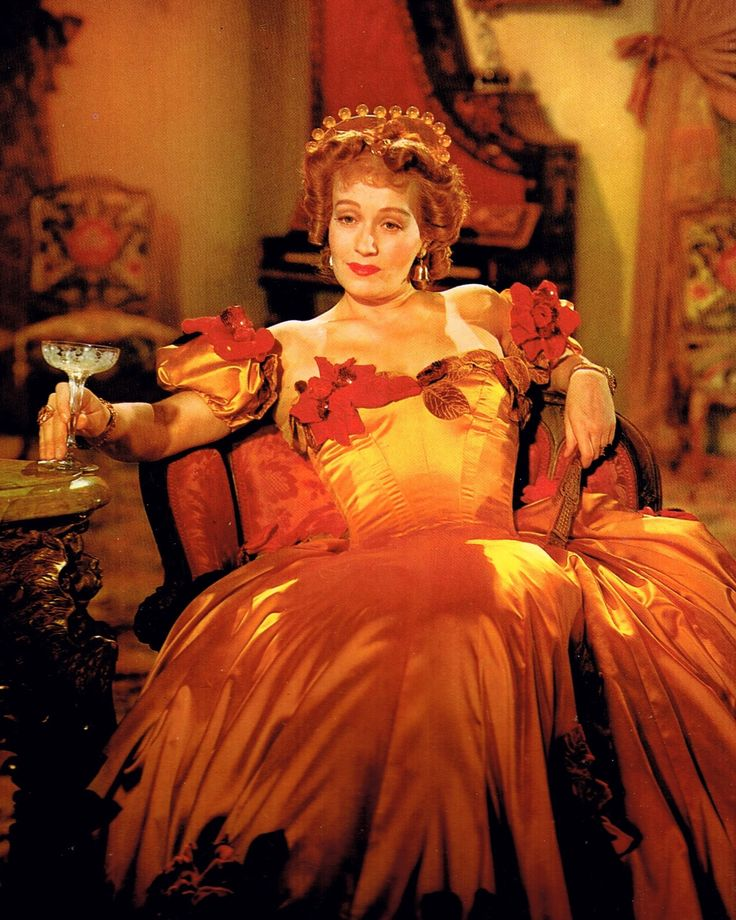
Ona Munson en Lo que el viento se llevó (1939). El guardarropa de su personaje, Belle Watling, alberga similitudes con el vestido rojo de Scarlett.

El atuendo posee una gran carga simbólica. Scarlett acaba de ser sorprendida por India Wilkes en brazos de su hermano Ashley, casado con Melanie Hamilton, con quien además tiene un hijo. Scarlett, quien está invitada a la fiesta de cumpleaños de Ashley, decide fingir una fuerte jaqueca para librarse de las miradas acusadoras de los demás invitados, advertidos de lo ocurrido por la propia India, quien guarda rencor a Scarlett desde hace años. No obstante, Rhett, velando por los intereses de su hija Bonnie, obliga a su esposa a asistir a la fiesta, eligiendo para ella un vestido llamativo el cual contrasta fuertemente con el vestuario conservador del resto de asistentes a la velada. De esta forma, Rhett pretende someter a Scarlett al escarnio público dejándola quedar frente a los puritanos habitantes de Atlanta no solo como una adúltera, sino también como una mujer de vida alegre puesto que este vestido la hace verse como Belle Watling, la madame del burdel más famoso de la ciudad. Desde el inicio de su matrimonio con Rhett, Scarlett había dejado clara la fascinación que sentía por el dinero, posibilitando este matrimonio el acceso a todos los lujos que ansiaba y de los que se vio privada por culpa de la guerra. El hecho de que cuente en su guardarropa con una prenda tan atrevida sugiere que no tiene ningún reparo en exhibir su figura, aunque el traje terminará adquiriendo un sentido peyorativo tras correr por toda la ciudad el infame y a la vez falso rumor de su adulterio, convirtiéndose el vestido en una suerte de homenaje a la novela La letra escarlata (1850), en cuya trama el personaje de Hester Prynne es condenado por adulterio y obligado a llevar cosida a su ropa la letra «A» como si de un sambenito se tratase.
En consonancia con lo anterior, el color rojo posee marcadas connotaciones; esta tonalidad está estrechamente ligada a la sangre y al corazón, por lo que suele ir asociada al poder, la lujuria, la rabia y la sensualidad, representando tanto a Cupido como al Diablo. Al tratarse de un color que atrae la mirada del individuo, el mismo es comúnmente empleado en vehículos de emergencia tales como camiones de bomberos, mientras que desde una perspectiva psicológica, este tono puede conducir a una elevación de la presión sanguínea, a la subida de la libido, y a un aumento de la confianza y el entusiasmo. Todo ello explica la destacada presencia que el rojo ha tenido en el mundo de la moda a lo largo de los años, aunque tras la Primera Guerra Mundial adquiriría tintes traumáticos, con la revista Vogue declarando en 1925 que este color hacía alarde del peligro, lo que sirvió para asociarlo a la violencia. En Lo que el viento se llevó, el rojo de este y otros atuendos refleja esta última faceta, si bien el traje de la fiesta de cumpleaños de Ashley lleva implícito a mayores un toque de sensualidad al mostrar una imagen provocativa y descarada de la protagonista, quien con este vestido deja patente su descenso moral a ojos de la alta sociedad.

## Legado
En los Premios Óscar de 1940, durante el discurso que Selznick dio al recoger su galardón como mejor productor, declaró lo siguiente: «Es una lástima que no haya también un premio de la academia para los diseñadores de vestuario, porque Walter Plunkett lo habría recibido».: 318  De acuerdo con Plunkett: «No creo que fuese mi mejor trabajo o siquiera lo más grande que he hecho. Pero esa película, desde luego, continuará por siempre». La popularidad del atuendo, mostrado en la portada de la revista Look del 18 de julio de 1939, y considerado junto con el resto del vestuario del filme como una de las prendas más famosas de Hollywood, ha llevado a su reproducción a medida por parte de entusiastas de la película y también para su venta y/o alquiler, así como a su recreación por firmas de moda como Marchesa. El vestido, buen ejemplo de la moda imperante en la Gilded Age pese a sus anacronismos, haría popular a su vez el color rojo tanto en diseñadores de vestuario como en diseñadores de alta costura: Christian Dior con su icónico pintalabios para «vestir la sonrisa de la mujer» según un anuncio de 1953; Christian Louboutin con sus míticos tacones; Valentino con numerosas prendas exhibidas en sus desfiles; Gianni Versace con un vestido para Cindy Crawford en los Premios Óscar de 1991; Robert Wun con un traje pantalón para Joey King y Christian Siriano con un vestido globo para Jennifer Lopez en los Premios People's Choice de 2020; William Travilla con dos trajes de lentejuelas para Marilyn Monroe y Jane Russell en Los caballeros las prefieren rubias (1953); Moss Mabry con un vestido de encaje para Grace Kelly en Dial M for Murder (1954); Hubert de Givenchy con un traje palabra de honor para Audrey Hepburn en Funny Face (1957); Nolan Miller con un atuendo de terciopelo para Joan Collins en Dinastía (1981-1989); Marilyn Vance con un traje de crepé para Julia Roberts en Pretty Woman (1990); Ha Nguyen con un minivestido para Cameron Diaz en La Máscara (1994); Catherine Martin con un elegante vestido de satén para Nicole Kidman en Moulin Rouge! (2001); Jacqueline Durran con un atuendo drapeado para Keira Knightley en Anna Karenina (2012); Jany Temime con un sensual vestido para Bérénice Marlohe en Skyfall (2012); Mary Zophres con un traje de chifón para Emma Stone en Gangster Squad (2013); etc. La popularidad del atuendo, del que existen, entre otras, una réplica en la colección de Gene London (creada por él a petición de Ted Turner en 1989) y una copia elaborada por Michael Goodson para el Gone With the Wind Museum de Brumby Hall (Marietta), ha llevado a que la prenda aparezca en una gran variedad de productos relacionados con la película, entre otros: una muñeca de Pete Ballard en la década de 1960; una muñeca de World Doll en 1967; una caja de música de The San Francisco Music Box & Gift Company en los años 1970; un plato de W. S. George Fine China en 1989; una muñeca de Mattel en 1994; una campanilla de Enesco en 1995; un adorno navideño de Hallmark en 1997; una réplica en miniatura para una muñeca de Franklin Mint y una pintura de Jeff Barson en 1999; un adorno de The Bradford Editions en 2001; y una escultura de chocolate de Sandra Smiley en 2018.